# Sigrun Wodars
Sigrun Wodars-Grau (Neu Kaliß, 7 novembre 1965) è un'ex mezzofondista tedesca, campionessa olimpica, mondiale ed europea degli 800 metri piani.

## Biografia
Iniziò con successo sulla distanza dei 400 m piani a Schwerin nei meeting giovanili. Successivamente cambiò e passò agli 800 m piani così come la sua connazionale Christine Wachtel, che fu anche la sua principale rivale.
Vinse il suo primo titolo nazionale nel 1986, e fu seconda agli Europei 1986 a Stoccarda, dietro alla sovietica Nadija Olizarenko. L'anno successivo fu argento ai Mondiali indoor dietro alla Wachtel, ma si prese la rivincita nel mondiale all'aperto. La Wodars conquistò allo stesso modo anche l'oro olimpico.
Wodars vinse l'oro poi anche agli Europei 1990 a Spalato, il suo ultimo titolo. Divorziò e prese parte come Sigrun Grau ai Mondiali 1991 ed ai Giochi olimpici di Barcellona 1992 ma in entrambi i casi non arrivò in finale.
Ha stabilito la miglior prestazione mondiale stagionale degli 800 m piani nel 1987 e nel 1990.

## Record nazionali

### Seniores
- 800 metri piani: 1'55"26 ( Roma, 31 agosto 1987)

## Palmarès
| Anno                                 | Manifestazione   | Sede       | Evento      | Risultato  | Prestazione | Note             |
| ------------------------------------ | ---------------- | ---------- | ----------- | ---------- | ----------- | ---------------- |
| In rappresentanza della Germania Est |                  |            |             |            |             |                  |
| 1981                                 | Europei juniores | Utrecht    | 400 m hs    | 4ª         |             |                  |
| 1983                                 | Europei juniores | Schwechat  | 400 m piani | 5ª         |             |                  |
| 1985                                 | Europei indoor   | Il Pireo   | 800 m piani | Semifinale |             |                  |
| 1986                                 | Europei indoor   | Madrid     | 800 m piani | Oro        | 1'59"89     |                  |
| 1986                                 | Europei          | Stoccarda  | 800 m piani | Argento    | 1'57"42     |                  |
| 1987                                 | Europei indoor   | Liévin     | 800 m piani | Argento    | 2'00"59     |                  |
| 1987                                 | Mondiali         | Roma       | 800 m piani | Oro        | 1'55"26     | Record nazionale |
| 1988                                 | Europei indoor   | Budapest   | 800 m piani | dns        |             |                  |
| 1988                                 | Giochi olimpici  | Seul       | 800 m piani | Oro        | 1'56"10     |                  |
| 1990                                 | Europei          | Spalato    | 800 m piani | Oro        | 1'55"87     |                  |
| In rappresentanza della Germania     |                  |            |             |            |             |                  |
| 1991                                 | Mondiali         | Tokyo      | 800 m piani | Semifinale | dnf         |                  |
| 1992                                 | Giochi olimpici  | Barcellona | 800 m piani | Semifinale | 2'00"91     |                  |

## Altre competizioni internazionali
1989
- Coppa Europa di atletica leggera ( Gateshead)
- Argento in Coppa del mondo ( Barcellona), 800 m piani - 1'55"70